# Мидмар (замок)
Мидмар (англ. Midmar Castle) — замок в Шотландии. Находится в округе Абердиншир в 12 км к западу от Уэстхилла и в 3,5 км к западу от поселения Эхта. Замок построен в XVI веке для Джорджа Гордона, лорда Мидмарского, владельца замка Абергелди. Работы велись в период между 1565 и 1575 годами. Старшим каменщиком был Джордж Белл. Замок является памятником архитектуры категории «A».
Отдельной достопримечательностью считается обнесённый стеной сад XVI (по другим данным XVII) века и солнечные часы, созданные в XVIII веке.

## История

### Ранний период
Ещё в Средние века здесь была построена каменная сторожевая башня. Она оказалась разрушена сторонниками Марии Сюарт, королевы Шотландии во время организованной ею карательной экспедиции против графа Джорджа Гордона Хантли в 1562 году. Эта акция устрашения завершилась битвой при Корричи, в которой Джордж Гордон оказался разбит и вскоре умер. Решением парламента Шотландии все владения графа были конфискованы.
Однако через три года его сын, Джордж Гордон-младший, сумел добиться благосклонности королевы. Его права на наследственные земли оказались восстановлены в 1565 году. Тогда наследник нанял старшего каменщика Джорджа Белла для строительства нового замка. Работы продолжались почти десять лет.
В 1594 году замок подвергся разорению после битвы при Гленливете.
Неподалёку примерно в это же время были построены ещё несколько замков. В частности Фрэйзер.

### XVII—XIX века
В 1728 году владение Мидмар купил Александр Грант. Новый собственник решил переименовать замок в Грантсфилд. В 1730 году началась реконструкция комплекса. Замок значительно изменился как внутри, так и снаружи. Большинство дошедших до нашего времени интерьеров созданы именно в этот период времени.
Новый ремонт проводился в 1840 году.

### Запустение и возрождение
С 1842 по 1977 год, более века, замок был необитаемым. Причём все эти годы он не был заброшенным. Владельцы старались поддерживать резиденцию Мидмар в благополучном состоянии. В том числе сохранялись интерьеры помещений, созданные ещё в XVIII веке.
В 1977 году началась полноценная реставрация замка. С той поры Мидмар является частной резиденцией.

### XXI век
В июле 2011 года замок у прежних владельцев за 2,8 миллиона фунтов стерлингов купил Том Кросс, бывший генеральный директор компании Dana Petroleum.

## Галерея

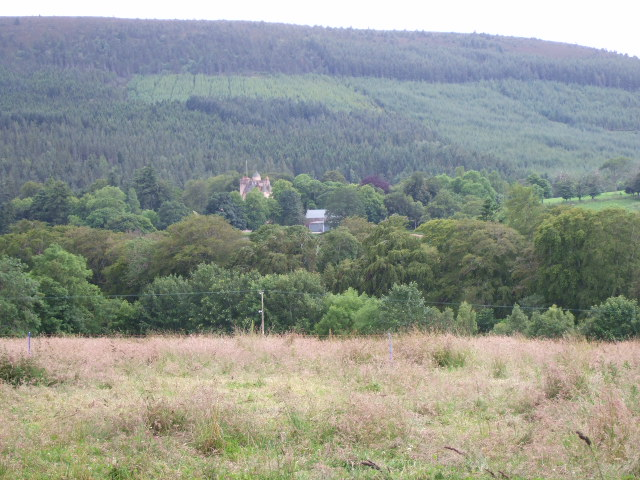
Вид замка с севера
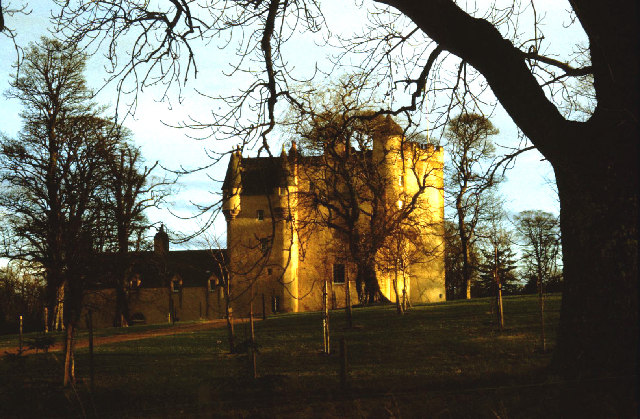
Общий вид замка
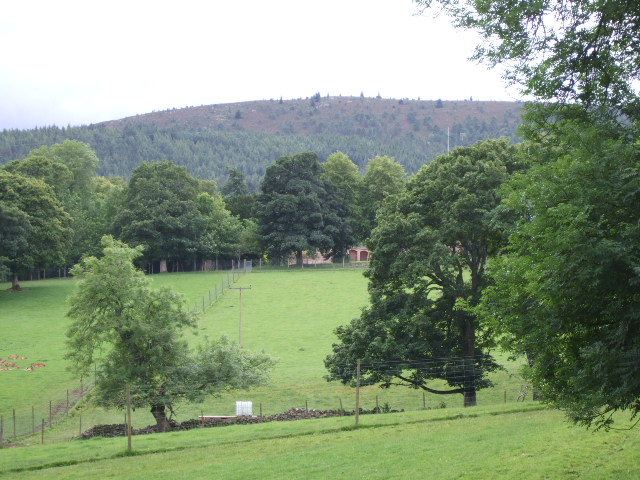
Вид парка вокруг замка Мидмэйр